# Discographie de Stratovarius
La discographie de Stratovarius, groupe de power metal finlandais, se compose de 16 albums studio, de 3 albums live, de 6 compilations, et de 19 singles. Le groupe s'est formé en 1984 et est aujourd'hui composé de Jens Johansson, Timo Kotipelto, Lauri Porra, Matias Kupiainen et Rolf Pilve.

## Albums

### Albums studio
| Année | Détails | Charts | Charts | Charts | Charts | Charts | Charts | Charts | Charts | Charts |
| Année | Détails | [ 1 ]  | [ 2 ]  | [ 3 ]  | [ 4 ]  | [ 5 ]  | [ 6 ]  | [ 7 ]  | [ 8 ]  | [ 9 ]  |
| ----- | --- | ------ | ------ | ------ | ------ | ------ | ------ | ------ | ------ | ------ |
| 1989  | Fright Night - Sortie : mai 1989 - Label : Sony Music - Format(s) : CD                                                       | —      | —      | —      | —      | —      | —      | —      | —      | —      |
| 1992  | Twilight Time - Sortie : avril 1992 - Label : Sanctuary Records/Noise Records - Format(s) : CD                               | —      | —      | —      | —      | —      | —      | —      | 43     | —      |
| 1994  | Dreamspace - Sortie : 9 février 1994 - Label : Sanctuary Records/Noise Records - Format(s) : CD                              | —      | —      | —      | —      | —      | —      | —      | 26     | —      |
| 1995  | Fourth Dimension - Sortie : mars 1995 - Label : Sanctuary Records/Noise Records - Format(s) : CD                             | —      | —      | —      | —      | —      | —      | —      | 26     | —      |
| 1996  | Episode - Sortie : 22 avril 1996 - Label : Sanctuary Records/Noise Records - Format(s) : CD                                  | —      | —      | 21     | —      | —      | —      | —      | 20     | —      |
| 1997  | Visions - Sortie : 28 avril 1997 - Label : Sanctuary Records/Noise Records - Format(s) : CD                                  | —      | —      | 4      | —      | —      | —      | —      | 18     | —      |
| 1998  | Destiny - Sortie : 5 octobre 1998 - Label : Sanctuary Records/Noise Records - Format(s) : CD                                 | —      | —      | 1      | —      | 89     | 32     | —      | 31     | —      |
| 2000  | Infinite - Sortie : 28 février 2000 - Label : Nuclear Blast - Format(s) : CD                                                 | 85     | —      | 1      | 91     | 28     | —      | —      | 29     | —      |
| 2003  | Elements Part 1 - Sortie : 27 janvier 2003 - Label : Nuclear Blast - Format(s) : CD                                          | —      | —      | 2      | 74     | 27     | —      | —      | 22     | —      |
| 2003  | Elements Part 2 - Sortie : 4 novembre 2003 - Label : Nuclear Blast - Format(s) : CD                                          | 92     | 93     | 4      | 88     | 58     | —      | —      | 38     | 37     |
| 2005  | Stratovarius - Sortie : 4 septembre 2005 - Label : Sanctuary Records - Format(s) : CD                                        | 57     | —      | 4      | 62     | 55     | —      | 32     | 39     | —      |
| 2009  | Polaris - Sortie : 21 mai 2009 - Label : Edel AG/JVC Victor - Format(s) : CD                                                 | —      | —      | 2      | —      | 38     | —      | —      | 32     | —      |
| 2011  | Elysium - Sortie : 12 janvier 2011 - Label : Edel AG/JVC Victor - Format(s) : CD                                             | —      | —      | 1      | —      | 38     | —      | —      | 48     | —      |
| 2013  | Nemesis - Sortie : 22 février 2013 - Label : Edel AG/JVC Victor - Format(s) : CD, vinyle                                     | —      | —      | 3      | —      | —      | —      | —      | 17     | —      |
| 2015  | Eternal - Sortie : 11 septembre 2015 - Label : Ear Music - Format(s) : CD standard, CD Edition Limitée Deluxe, Double vinyle | —      | —      | 5      | —      | —      | —      | —      | 16     | —      |
| 2022  | Survive - Sortie : 23 septembre 2022 - Label : Ear Music - Format(s) :                                                       | —      | —      | 1      | —      | —      | —      | —      | 7      | —      |

### Albums live
| Titre                                       | Date de sortie | Type | Label         |
| ------------------------------------------- | -------------- | ---- | ------------- |
| Visions of Europe                           | 7 juillet 1998 | CD   | Noise Records |
| Polaris Live                                | 2010           | CD   | Edel AG       |
| Under Flaming Winter Skies, Live in Tampere | 2012           | CD   | Edel AG       |

### Compilations
| Titre                        | Date de sortie    | Type | Label                           |
| ---------------------------- | ----------------- | ---- | ------------------------------- |
| The Past and Now             | 1997              | CD   | Import                          |
| The Chosen Ones              | 16 novembre 1999  | CD   | Noise Records                   |
| 14 Diamonds                  | 19 septembre 2000 | CD   | JVC                             |
| Intermission                 | 26 juin 2001      | CD   | Nuclear Blast                   |
| Black Diamond: The Anthology | 24 avril 2006     | CD   | Sanctuary Records/Noise Records |
| Enigma: Intermission II      | 28 septembre 2018 | CD   | Edel AG                         |

## DVD
| Titre            | Date de sortie | Type | Label         |
| ---------------- | -------------- | ---- | ------------- |
| Infinite Visions | 2000           | DVD  | Nuclear Blast |

## Singles
| Année | Single                     | Album           |
| ----- | -------------------------- | --------------- |
| 1988  | Future Shock               | Fright Night    |
| 1989  | Black Night                | Fright Night    |
| 1992  | Break the Ice              | Twilight Time   |
| 1995  | Wings of Tomorrow          | Dreamspace      |
| 1996  | Father Time                | Episode         |
| 1996  | Will the Sun Rise?         | Episode         |
| 1997  | Black Diamond              | Visions         |
| 1997  | The Kiss of Judas          | Visions         |
| 1998  | S.O.S.                     | Destiny         |
| 2000  | Hunting High and Low       | Infinite        |
| 2000  | A Million Light Years Away | Infinite        |
| 2002  | Eagleheart                 | Elements Part 1 |
| 2003  | I Walk to My Own Song      | Elements Part 2 |
| 2005  | Maniac Dance               | Stratovarius    |
| 2009  | Deep Unknown               | Polaris         |
| 2010  | Darkest Hours              | Elysium         |
| 2010  | Infernal Maze              | Elysium         |
| 2013  | Unbreakable                | Nemesis         |
| 2015  | My Eternal Dream           | Eternal         |